# دانشکده غربی دامپزشکی
دانشکده غربی دامپزشکی یک دانشکده دامپزشکی کانادایی واقع در شهر ساسکاتون،  ساسکاچوان است. این دانشکده وابسته به دانشگاه دانشگاه ساسکاچوان است.

## تاریخچه
دانشکده غربی دامپزشکی در سال ۱۹۶۹ با اولین دامپزشکان که در سال ۱۹۶۴ فارغ‌التحصیل شدند تاسیس شد. این دانشگاه در خدمت چهار استان غربی بریتیش کلمبیا، آلبرتا، ساسکاچوان و مانیتوبا است، این دانشگاه دومین دانشگاه انگلیسی زبان در کانادا است.